# Jagnjedovec
Jagnjedovec falu Horvátországban Kapronca-Kőrös megyében. Közigazgatásilag Kaproncához tartozik.

## Fekvése
Kaproncától 7 km-re délre a Bilo-hegység egyik déli fekvésű völgyében fekszik. A falut e kedvező fekvése miatt napfényes falunak (Sunčano selo) is nevezik.

## Története
A települést 1351-ben említik először. A török időkben elpusztult. 1642-ben 15 kaj horvát családdal telepítették újra. Az újratelepítéssel kapcsolatban a falu lakóinak körében közismert az a legenda, hogy őseik a falu kocsmájában megvendégelték a falu újraalapítását engedélyezőket, köztük Galler kaproncai várnagyot és kíséretét. 
A falu trianoni békeszerződésig Belovár-Kőrös vármegye Kaproncai járásához tartozott. A lakosság száma 1857-ben 315, 1910-ben 513 volt. 2001-ben a falunak 347 lakosa volt.

## Nevezetességei
Szent András apostol tiszteletére szentelt római katolikus temploma 1835-ben épült neogótikus stílusban, egy 1700-ban említett régebbi kápolna helyén. A templom egyhajós épület, kisebb méretű téglalap alakú alaprajzú hajóval, keskenyebb, sokszög záródású szentéllyel és az északi főhomlokzat központi tengelyében emelkedő harangtoronnyal. A hajót magas síkmennyezet, a szentélyt csillagboltozat borítja. A belső világítást a hajó mindkét oldalán elhelyezkedő magas, csúcsíves ablakok segítségével sikerült elérni. Külső kialakításakor gótikus elemeket használtak, ilyenek a csúcsíves ablakok vagy a sekély támpillérek, amelyek a főhomlokzatot határolják, és megtalálhatók a sokszögű szentély oldalhomlokzatán és sarkában is.

A település közelében állnak Kővár, vagy Kőkapronca várának romjai. Először 1272-ben említik, amikor a Gutkeled nembeli Joachim itt tartotta fogva a gyermek IV. László királyt. 1315 előtt a Kőszegieké lett, majd 1327-től királyi vár a szlavón bán igazgatása alatt. 1445-ben említik utoljára, valószínűleg nem sokkal ezután a Hunyadiak és a Cilleiek közötti hatalmi harcokban pusztult el. 

## Külső hivatkozások
- Kapronca hivatalos oldala
- Kapronca információs portálja
- Kapronca turisztikai egyesületének honlapja